# 焦毛恩德勒德
46°56′10″N 20°49′25″E / 46.93611°N 20.82361°E

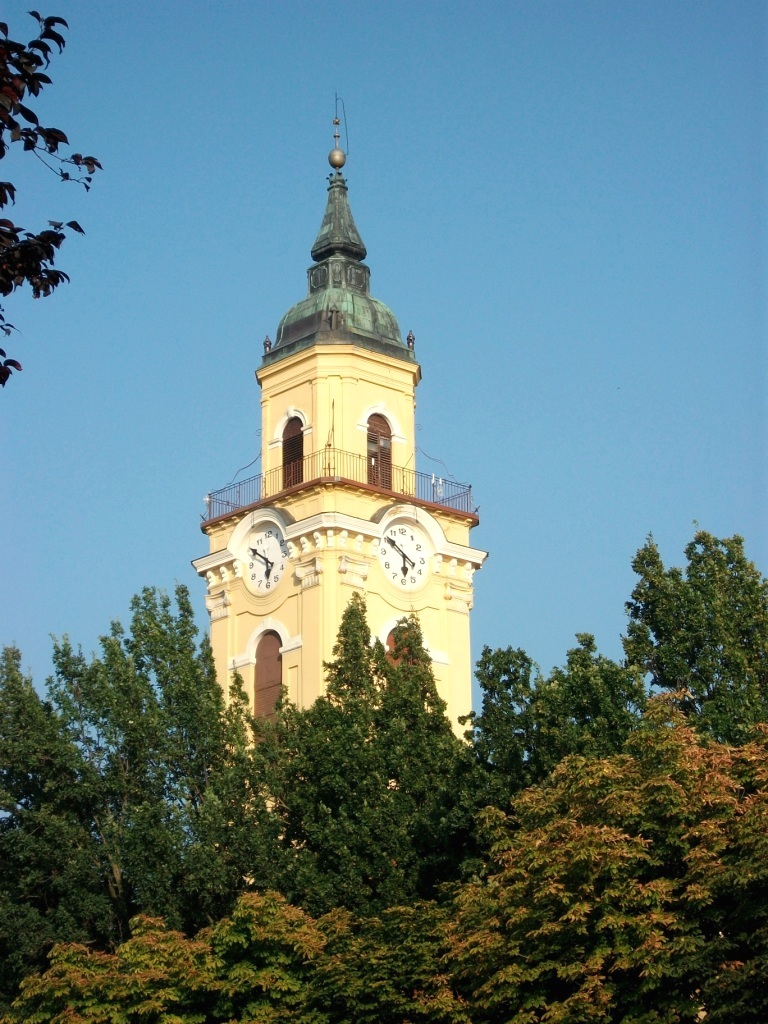

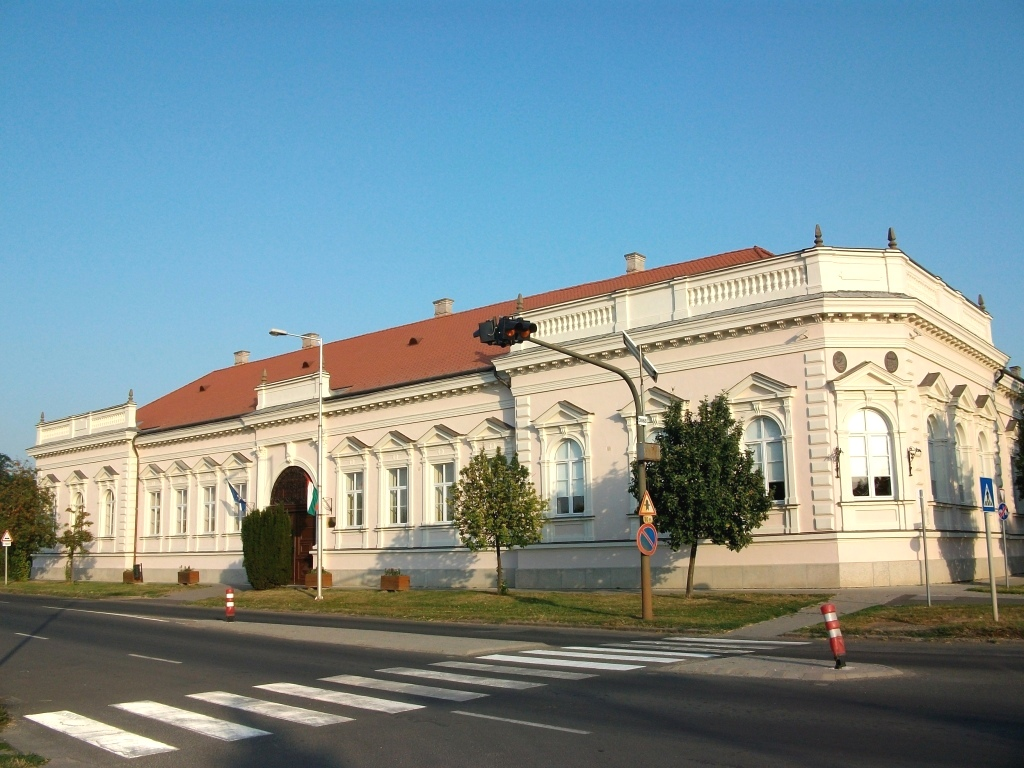

焦毛恩德勒德（匈牙利語：Gyomaendrőd，發音：[ˈɟomɒɛndrøːd]）是匈牙利貝凱什州的城鎮，位於該國東南部，是焦毛恩德勒德區的区府，面積304平方公里，2011年人口13,680，人口密度每平方公里45人。